# Nenad Mlinarevic
Nenad Mlinarevic (* 2. April 1981 in Zürich) ist ein Schweizer Koch und Gastronom serbischer Abstammung.

## Leben und Wirken
Mlinarevic wurde in Zürich geboren und schloss seine Ausbildung als Koch im Dolder Waldhaus in Zürich im Jahr 2000 ab. Von 2000 bis 2010 arbeitete Mlinarevic in verschiedenen Küchen in der Schweiz, wie dem Restaurant Wiesengrund und unter anderem unter Andreas Caminada im Schlosshotel Schauenstein. Später war er auch in Restaurants wie dem Vendôme in Bergisch Gladbach, dem Noma in Kopenhagen und dem Maaemo in Oslo tätig.
2010 begann Mlinarevic seine erste Stelle als Küchenchef im Neuen Blumenau in Lömmenschwil (Kanton St. Gallen) und erhielt hier seinen ersten Michelin-Stern sowie 15 Gault Millau Punkte und die Auszeichnung Entdeckung des Jahres.
Anschliessend leitete er das Focus im Park Hotel Vitznau, dessen Konzept er von Anfang an entwickelt und mitgestaltet hat. Das Restaurant wurde 2013 eröffnet und erhielt sofort 2 Michelin-Sterne und 16 Gault Millau-Punkte. 2014 wurde es mit 17 Punkten ausgezeichnet, im Jahr 2015 mit 18. Ende 2017 verließ er das Focus und widmet sich seitdem der Pop-Up-Gastronomie.

## TV-Auftritte
Im Frühjahr 2018 war er in der kurzlebigen VOX-Kochshow Knife Fight Club als Duellant zu sehen. Im Dezember 2019 war er als Kontrahent von Tim Mälzer, der zuvor Knife Fight Club in seinem Restaurant Bullerei moderierte, in der 5. Staffel von Kitchen Impossible zu sehen.